# Lotus discolor
Lotus discolor är en ärtväxtart som beskrevs av Ernst Meyer. Lotus discolor ingår i släktet käringtänder, och familjen ärtväxter.

## Underarter
Arten delas in i följande underarter:
- L. d. discolor
- L. d. mollis